# Бутовское сельское поселение
Бу́товское се́льское поселе́ние — упразднённое муниципальное образование в Яковлевском районе Белгородской области.
Административный центр — село Бутово.
19 апреля 2018 года упразднено при преобразовании Яковлевского района в городской округ.

## История
Бутовское сельское поселение образовано 20 декабря 2004 года в соответствии с Законом Белгородской области № 159.

## Население
| 2010  | 2011  | 2012  | 2013  | 2014  | 2015  | 2016  |
| ----- | ----- | ----- | ----- | ----- | ----- | ----- |
| 1380  | ↘1374 | ↘1321 | ↘1294 | ↘1292 | ↗1317 | ↘1296 |
| 2017  | 2018  |       |       |       |       |       |
| ↘1265 | ↘1225 |       |       |       |       |       |

## Состав сельского поселения
| № | Населённый пункт | Тип населённого пункта       | Население |
| - | ---------------- | ---------------------------- | --------- |
| 1 | Бутово           | село, административный центр | ↘947      |
| 2 | Высокое          | село                         | ↘36       |
| 3 | Черкасское       | село                         | ↘372      |
| 4 | Ямное            | село                         | ↘25       |